# مطار ياوندي
مطار ياوندي نسليمن الدولي
(بالفرنسية: Aéroport international de Yaoundé-Nsimalen) (إياتا: NSI، إيكاو: FKYS) هو مطار العاصمة الكامرونية ياوندي ويخدم الرحلات الدولية والداخلية. يقع المطار في الجهة الجنوبية من العاصمة.

## خطوط وشركات الطيران
| شركـات طيـران             | الوجهات |
| ------------------------- | --- |
| Afrijet                   | مطار ليون مبا الدولي |
| إير كوت ديفوار            | مطار أبيدجان الدولي، مطار دوالا الدولي                                                                                     |
| الخطوط الجوية الفرنسية    | مطار باريس شارل ديغول |
| أسكاي                     | مطار نامدي أزيكيوي الدولي، مطار ليون مبا الدولي، مطار لومي                                                                 |
| خطوط بروكسل الجوية1       | مطار بروكسل الدولي |
| الخطوط الجوية الكاميرونية | Bamenda، مطار بانغي مبوكو الدولي، مطار دوالا الدولي، Garoua، مطار ليون مبا الدولي، Maroua، مطار انجمينا الدولي، Ngaoundéré |
| الخطوط الجوية الإثيوبية   | مطار أديس أبابا بولي الدولي                                                                                                |
| الخطوط الملكية المغربية   | مطار محمد الخامس الدولي |
| الخطوط الجوية التركية     | مطار إسطنبول الدولي |